# 师昌绪

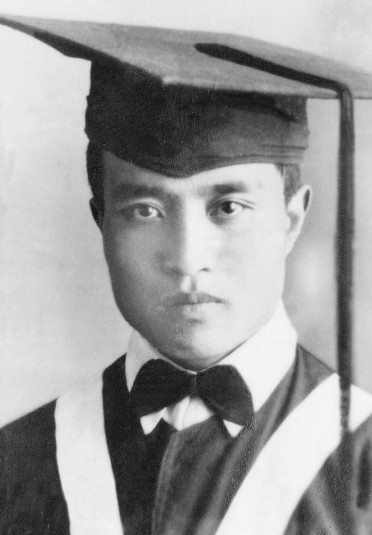
师昌绪学士学位照

师昌绪（1918年11月15日—2014年11月10日），直隶（今河北）徐水人，中国金属学与材料学家，中国高温合金的开拓者之一，中国科学院、中国工程院、第三世界科学院院士，2010年国家最高科学技术奖获得者。
师昌绪长期从事金属学及材料科学研究，因在高温合金领域卓越贡献，被誉为“中国高温合金之父”。曾任中国科学院金属研究所所长、中国科学院金属腐蚀与防护研究所所长、国家自然科学基金委员会副主任、首届中国工程院副院长、第三世界科学院院长等职。

## 生平
1920年，师昌绪生于河北省徐水县大营村的一个书香门第家庭，自幼受儒家思想与爱国主义熏陶。抗日战争时期，他放弃教师梦，转而投身实业救国。1940年考入国立西北工学院矿冶系，因成绩优异获林森奖学金，1945年毕业后从事炼铜。先后任职于资源委员会四川綦江电化冶炼厂、鞍山钢铁公司。
1948年前往美国留学，在密苏里矿冶学院研究真空冶金法分离高纯银，于1949年获硕士学位:34。1952年在圣母大学获冶金学博士学位，期间发现InAs、InSb两种重要光电子半导体材料:36。后于麻省理工学院研究材料相变和超高强度钢，主要研究了硅对Ni-Cr-Mo系高强度钢(AlSI4300 系)的作用，为之后中国钢厂发展出300M超高强度钢奠定了基础。
朝鲜战争爆发后,美国政府禁止师昌绪等人回国，经过多次努力，终于在1955年回到中国。回国后任职于沈阳的中国科学院金属研究所，终身致力于金属材料研究与开发。
1957年，针对中国国内资源和技术封锁，师昌绪提出“以铁基代替镍基高温合金”的构想，带领团队研制出中国首个铁基高温合金808，用于航空发动机涡轮盘，并先后发展出Fe-Mn-Al耐热钢和Cr-Mn-N高强度不锈钢。1960年代初，他与柯伟率先开展接近使用条件下的高温合金蠕变与疲劳研究。
1964年，师昌绪承担空心气冷涡轮叶片研制任务，组建上百人AB-1科研小组，攻克型芯定位、造型、浇注等难题，成功研制中国第一代九孔铸造镍基空心涡轮叶片，1966年投入试车并获成功。此成果获1985年国家科技进步一等奖。
1960年代初，师昌绪提出以合金的凝固过程为主要研究方向，发现通过控制微量元素（如磷、锆、硼、硅）可显著减少凝固偏析，开发出低偏析铸造和定向柱晶等高温合金，显著提高合金性能。该技术获1986年中科院科技进步一等奖、1988年国家自然科学三等奖及1988年国际材料研究学会联合会国际实用材料创新奖。
1980年任金属研究所所长，同年当选中国科学院学部委员（院士）。1982年，担任中国科学院金属腐蚀与防护研究所首任所长，创建腐蚀学科博士点、国家腐蚀与防护重点实验室、国家腐蚀控制工程技术中心等。并重建全国自然环境腐蚀站网，形成国家材料环境腐蚀平台。
1984年起，师昌绪调任中国科学院技术科学部主任，推动国家自然科学基金委成立并担任副主任，主编《国家自然基金项目指南》，参与《自然科学发展战略调研报告》编写:175。1994年，中国工程院成立，任首任副院长，负责学部建设与院士选举，使中国工程院加入国际工程科技理事会:184-192。次年，当选第三世界科学院院士。2010年，获国家最高科学技术奖。
他倡导企业与科研机构联合，推动材料科学快速凝固、非晶、微晶等新方向建设，成立快速凝固与非平衡合金国家重点实验室；1997年在成立的北京大学纳米科学与技术研究中心担任学术委员会主任；2000年推动国家纳米科技指导和协调委员会成立，并担任顾问；倡议镁合金和碳纤维技术重点研发，促进新材料产业发展；创办《Journal of Materials Science and Technology》《材料科学进展》《材料研究学报》等学术期刊，并主编《材料大辞典》《材料科学技术大百科全书》。
2014年11月10日7时7分，师昌绪在北京逝世。

## 社会兼职
师昌绪曾任中国金属学会材料科学学会理事长，中国材料联合会主席，国际深冲研究会（IDDRG）主席，中国生物材料委员会主席，863计划新材料领域特邀评估专家，第三、五、六届全国人大代表，中共十五大代表。

## 荣誉与奖项
- 国家最高科学技术奖
- 中国工程院“光华科技奖”
- 中国金属学会终身成就奖
- 何梁何利科技进步奖
- 国际实用材料创新奖
- 霍英东科技成就奖
- 全国先进工作者
- 国家重点实验室突出贡献者
- 日本材料金属学会荣誉会员
- 美国矿物、金属及材料学会高级会员(TMS-Fellow)